# 羊了个羊
《羊了个羊》是由简游科技开发的一款消除类游戏，最早在抖音小遊戲上發行，之後上線微信小遊戲和iOS平台。遊戲於2022年9月開始在中國大陸流行並成為話題，期間也出現遊戲难度较大、抄袭《3 Tiles》游戏、背景音乐抄袭普通Disco等争议。

## 玩法
《羊了个羊》是一個消除類遊戲，玩家選取三個一樣的圖標就能消除選取的圖標，遊戲中圖標不斷重疊，玩家只能選出最上一層的圖標，遊戲中可以選取的圖標會以更為明亮的配色區分。遊戲內有三種道具，玩家可以通過分享遊戲入手，在無法繼續遊戲時，玩家可以選擇重新開始遊戲，或者觀看廣告視頻獲得一次復活和一件道具。遊戲還設置通關排行榜，有以中國省份區分的地域排行榜等機制。遊戲無法存檔，每一天遊戲的關卡都會改變。
2023年1月10日新增「羊羊大世界」玩法，玩家會隨機出現在地圖的某處，探索世界並與其他玩家爭奪地圖上的資源。

## 開發及發行
简游科技是2021年张佳旭創立的遊戲公司。《羊了个羊》是吉比特投資简游科技後開啟的项目，公司的兩個主策劃和主創團隊成員都有參與到遊戲的開發中，张佳旭則負責協調平衡工作。在《羊了个羊》之前，開發組發行了消除類兩個遊戲，但是商業成績很差。開發組吸取了兩作的經驗，新项目更注重社交，以難度高的關卡製作話題。遊戲計劃面向女性用戶，所以選取了「羊」這種可愛的動物作為遊戲角色，遊戲名字《羊了个羊》由主美提出，遊戲的玩法進行了三個月的測試。遊戲以內置廣告的方式盈利，開發組考慮到使用「橫幅廣告」會影響玩家體驗，所以選用相對不影響玩法視頻廣告。遊戲在所有平台都使用同一個伺服器，以方便玩家一起遊玩。
開發團隊在發行遊戲前，對遊戲的營收預期只有十萬元人民幣左右，遊戲在發行後的流行超出了他們的預期。遊戲最早以抖音小遊戲的方式發行，之後再在微信小遊戲上發行。為宣傳作品，公司在抖音上的推廣計劃就曾達到500萬元人民幣。遊戲在流行後出現了很多盜版遊戲，部分盜版遊戲還登上App Store免費遊戲排行榜的第一位。遊戲伺服器也遭到盜版方面的網絡攻擊，導致伺服器出現宕機。由於遊戲的通關難度高，部分無法通關的玩家認為遊戲有算法控制，讓人無法通過第二關，张佳旭在接受《北京青年报》訪問時表示遊戲能通關，在遊戲後期可能因為視差等問題卡關，使用隨機洗牌道具就可繼續遊戲。

## 評價
《羊了个羊》在9月13日佔據百度熱搜榜第一名，截止9月16日在微博話題累積25億閱讀量；在9月13到16日期間，遊戲伺服器出現六次宕機。遊戲的火爆加上難度過高，導致網絡上出現冒充開發團隊客服的人，銷售遊戲道具、復活手段等詐騙行為，警察和媒體為此公開呼籲玩家小心詐騙。
媒體和學者對遊戲流行作出不少評論，觀點普遍負面。評論員普遍批評遊戲體驗不佳，難度設計存在問題。心理專家南京交通技师学院教师韩宁認為遊戲在難度設置和設定上存在成癮機制。浙江大学學者盘和林表示遊戲「卡关有诱导营销的嫌疑」。3DMGAME主編王瞾並不看好遊戲流行，《羊了个羊》這種「超休闲游戏」在過去支持中國大陸遊戲產業的發展，但是不利於遊戲產業未來向上發展。
遊戲的營銷手法也獲得評論員的關注，《极目新闻》记者曾凌轲留意到遊戲自9月23日開始難度下降。北京社科院研究员王鹏指出遊戲以「通關難」引起關注，在成為話題後又調低遊戲難度再次引流。遊戲葡萄編輯發文稱遊戲「离谱的难度」反而引起玩家通關的慾望。IGN中国編輯Kamui Ye指出從一個遊戲來說《羊了个羊》「是个糟糕透顶的产品」，而作為「一个互联网产品，它在商业上无疑是极为成功的」。DoNews的編輯丁凡認為遊戲能在全網流行，可能是简游科技的投資公司之一吉比特參與了遊戲的營銷，作品的營銷策略與吉比特宣傳《摩尔庄园》時的手段類似；丁凡也指出作品的熱度下降得很快，加上大眾對遊戲印象負面，他並不看好未來遊戲登陸手機平台。

## 爭議
《羊了个羊》被指和消除類遊戲《3 Tiles》相似，简游科技在面對相關質疑時表示三消是很常見的遊戲玩法。北京律师司斌斌認為《羊了个羊》有《3 Tiles》類似的玩法「应属于合理借鉴，不构成抄袭或其他侵权行为」，同時指出無遊戲版號發行才是《羊了个羊》最大的問題。遊戲葡萄則認為遊戲的原型可能是1993年鈊象電子發行的麻將街機遊戲《中國龍》。
遊戲背景音乐被部分網民認為盜用《普通Disco》的伴奏，北京律师裴银州認為如果遊戲未經許可使用音樂作品，的確構成侵權行為。
2023年5月6日，《羊了个羊》因“欺骗误导强迫用户”而被中华人民共和国工业和信息化部通报，涉嫌侵害用户权益。

## 外部連結
- 官方网站